# A propósito de Sudán
A propósito de Sudán es un documental del año 2009 producida en España y Sudán, dirigida por Lidia Peralta y Salah Elmur.

## Sinopsis
A través de cinco piezas de cinco minutos de duración cada una, "A propósito de Sudán" nos sumerge en algunas de las actividades más arraigadas en la vida cotidiana de los sudaneses. Una propuesta basada principalmente en la imagen y el sonido para acercarnos a temas como la ceremonia del café, las actividades en torno a un pozo de agua de 70 metros de profundidad, el río Nilo, el sufismo y un particular medio de transporte público de la capital sudanesa: la rackshaw. Pinceladas y curiosidades de un país cargado de sorpresas.